# Distrikt Bragança
Der Distrikt Bragança ist ein Distrikt im Norden Portugals. Er gehört zur traditionellen Provinz Trás-os-Montes e Alto Douro. Er grenzt im Norden und Osten an Spanien, im Süden an Guarda und Viseu sowie im Westen an Vila Real. Seine Hauptstadt ist Bragança. Kfz-Kennzeichen für Anhänger: BN.

## Unterteilung
Der Distrikt Bragança untergliedert sich in die folgenden 12 Kreise:
| Kreis                    | Anzahl Gemeinden | Einwohner (2021) | Fläche km² | Dichte Einw./km² | LAU- Code | Region       | Unterregion              |
| ------------------------ | ---------------- | ---------------- | ---------- | ---------------- | --------- | ------------ | ------------------------ |
| Alfândega da Fé          | 12               | 4.324            | 321,97     | 13               | 0401      | Região Norte | Terras de Trás-os-Montes |
| Bragança                 | 39               | 34.582           | 1.173,56   | 29               | 0402      | Região Norte | Terras de Trás-os-Montes |
| Carrazeda de Ansiães     | 14               | 5.490            | 279,23     | 20               | 0403      | Região Norte | Douro                    |
| Freixo de Espada à Cinta | 4                | 3.216            | 244,15     | 13               | 0404      | Região Norte | Douro                    |
| Macedo de Cavaleiros     | 30               | 14.251           | 699,14     | 20               | 0405      | Região Norte | Terras de Trás-os-Montes |
| Miranda do Douro         | 13               | 6.463            | 487,18     | 13               | 0406      | Região Norte | Terras de Trás-os-Montes |
| Mirandela                | 30               | 21.384           | 658,95     | 32               | 0407      | Região Norte | Terras de Trás-os-Montes |
| Mogadouro                | 21               | 8.301            | 760,65     | 11               | 0408      | Região Norte | Terras de Trás-os-Montes |
| Torre de Moncorvo        | 13               | 6.826            | 531,56     | 13               | 0409      | Região Norte | Douro                    |
| Vila Flor                | 14               | 6.050            | 265,80     | 23               | 0410      | Região Norte | Terras de Trás-os-Montes |
| Vimioso                  | 10               | 4.149            | 481,59     | 9                | 0411      | Região Norte | Terras de Trás-os-Montes |
| Vinhais                  | 26               | 7.768            | 694,74     | 11               | 0412      | Região Norte | Terras de Trás-os-Montes |
| Distrikt Bragança        | 226              | 122.804          | 6.598,52   | 19               | 04        | –            | –                        |

Koordinaten: 41° 42′ N, 6° 48′ W